# Kościół Opatrzności Bożej w Michałowie
Kościół pw. Opatrzności Bożej w Michałowie – rzymskokatolicki kościół parafialny w mieście Michałowo, w województwie podlaskim. Należy do dekanatu Białystok - Dojlidy archidiecezji białostockiej.

## Historia
Michałowo należało pierwotnie do parafii Świętych Apostołów Piotra i Pawła w Zabłudowie. Od 1898 roku proboszcz z Zabłudowa ksiądz Stanisław Maciejewicz i mieszkańcy Michałowa starali się o pozwolenie na wybudowanie kaplicy od władz rosyjskich.
Pozwolenie mieszkańcy uzyskali dopiero po 7 latach i wiosną 1906 roku rozpoczęły się prace budowlane na placu, który ofiarował baron Rudolf Engelhard. Kościół został zbudowany według projektu inżyniera Romualda Lenczewskiego. Powstała wówczas jednonawowa świątynia z wieżą od frontu w stylu neogotyckim. Poświęcił ją pod wezwaniem Opatrzności Bożej w dniu 29 listopada 1909 roku proboszcz parafii Świętych Apostołów Piotra i Pawła w Zabłudowie, ksiądz Marcin Puzyrewski. Kościół remontowano w 1935 roku. W 2004 roku wpisano go do rejestru zabytków.